# Asteroide di tipo G
Nell'ambito della classificazione moderna degli asteroidi, D. J. Tholen ha selezionato tra gli asteroidi carboniosi gli asteroidi di tipo G, relativamente poco comuni.
Il più rilevante asteroide in questa classe è Cerere.

## Caratteristiche
Simili in generale agli asteroidi di tipo C, manifestano a differenza di questi un forte assorbimento ultravioletto al di sotto degli 0,5 μm. Può essere inoltre presente un'altra linea di assorbimento in prossimità degli 0,7 µm, indicativa della presenza di fillosilicati quali argilla o mica.
Al tipo G corrispondono nella Classificazione SMASS i tipi Cgh e Cg, che si distinguono per la presenza o assenza, rispettivamente, della linea di assorbimento prossima agli 0,7 µm.
Gli asteroidi di tipo G ed altri tipi rari sono a volte raccolti insieme ai più comuni asteroidi di tipo C nel Gruppo C degli asteroidi carboniosi.